# Yasunaga Reo
Yasunaga Reo (sinh ngày 19 tháng 11 năm 2000) là một cầu thủ bóng đá người Nhật Bản.

## Sự nghiệp câu lạc bộ
Yasunaga Reo đã từng chơi cho Yokohama FC.